# Autoroute espagnole M-14
L'autoroute M-14 est une courte autoroute urbaine de 2 kilomètres environ appartenant à la Communauté de Madrid qui relie l'Autoroute du Nord-Est (A-2) au Termianux T1, T2 et T3 de  l'Aéroport international de Madrid-Barajas au nord-est de la ville.
Elle a été construite pour créer un accès rapide au nouveau au Termianux T1, T2 et T3 depuis le nord de l'agglomération en venant de l'A-2.
La M-14 est le quatrième accès à l'Aéroport international de Madrid-Barajas

## Tracé
- Elle commence au niveau du croisement avec la M-40 au sud de l'aéroport.
- Elle dessert les Terminaux T1, T2 et T3 sur le prolongement de la M-13 au niveau du croisement avec la M-11

## Sorties
| Numéro de la sortie | Nom de la sortie | Bifurcation |
| ------------------- | --- | ----------- |
|                     | Aéroport international de Madrid-Barajas Terminaux T1, T2 et T3 Madrid Centre Aéroport international de Madrid-Barajas Terminal T4 | M-11 M-13   |
|                     | Torrejón de Ardoz - Saragosse Avenida de America                                                                                   | A-2         |
|                     | Coslada - San Fernando de Henares Madrid - Toutes directions                                                                       | M-21 M-40   |